# 연합국 공동 선언
연합국 공동 선언(聯合國 共同 宣言, 영어: Declaration by United Nations)은 1942년 1월 1일에 열린 아르카디아 회담에서 제2차 세계 대전의 연합국 26개국 대표들이 결의한 선언으로 대서양 헌장과 함께 유엔의 기초가 된 선언이다.
연합국들은 연합국의 모든 자원을 추축국에 대한 전쟁 수행에 사용할 것, 추축국인 나치 독일, 이탈리아 왕국, 일본 제국과는 별도의 평화 교섭을 진행할 것과 각국이 단독으로 휴전하거나 강화하지 않기로 합의하였다.
| 처음 서명한 나라   | |
| 4대 강대국         | 미국 • 영국 • 소련 • 중화민국                                                                                |
| 영국 연방          | 오스트레일리아 • 뉴질랜드 • 인도 제국 • 캐나다 • 남아프리카 연방                                             |
| 그 외의 국가       | 코스타리카 • 온두라스 • 엘살바도르 • 과테말라 • 니카라과 • 파나마 • 쿠바 • 도미니카 공화국 • 아이티          |
| 망명 정부          | 벨기에 • 네덜란드 • 룩셈부르크 • 그리스 • 체코슬로바키아 • 노르웨이 • 폴란드 • 유고슬라비아 왕국             |
| 나중에 서명한 나라 | |
| 1942년             | 멕시코 • 필리핀 • 에티오피아                                                                                 |
| 1943년             | 브라질 • 콜롬비아 • 볼리비아 • 이라크 왕국 • 이란                                                            |
| 1944년             | 프랑스 • 라이베리아                                                                                          |
| 1945년             | 에콰도르 • 칠레 • 우루과이 • 페루 • 파라과이 • 베네수엘라 • 터키 • 이집트 • 사우디아라비아 • 레바논 • 시리아 |

## 같이 보기
- 제2차 세계 대전의 외교사
- 유엔의 역사